# Andrés Silvera
Néstor Andrés Silvera (Comodoro Rivadavia, Provincia del Chubut, Argentina; 14 de marzo de 1977) es un exfutbolista y actual director técnico argentino. Jugaba como delantero y su primer equipo fue la C.A.I. de Comodoro Rivadavia. Su último club antes de retirarse fue Banfield.
Actualmente es el director técnico de la C.A.I. de Comodoro Rivadavia en dupla con Nicolás Segura.

## Trayectoria

### Argentina
Se inició en Huracán de Comodoro Rivadavia donde luego fue transferido a la C.A.I.. Más tarde fue transferido a Huracán donde hizo su debut en Primera División en 1998. Luego jugó para Unión de Santa Fe y después para el Independiente de Avellaneda. En este equipo se consagraría campeón del Apertura 2002 siendo goleador y una de las figuras del equipo dirigido por Américo Gallego.
Para el Apertura 2003 llega a México como refuerzo de los Tigres. En su segundo torneo queda campeón goleador con 16 tantos empatado con Bruno Marioni. Después de 3 años en Tigres, para el torneo de Apertura 2006 es transferido a San Lorenzo de Almagro. En el Torneo Clausura 2007 es campeón con dicho equipo. En agosto de 2009 se concretó su vuelta a Independiente.

### México
Se concreta su llegada el 19 de agosto del 2003 a los Tigres UANL procedente de Independiente. El Cuqui era en ese momento uno de los mejores delanteros que había en el fútbol sudamericano.
Llega a Tigres y debuta el 2 de agosto de 2003 contra Jaguares, donde ganan los Tigres 1-0. En ese primer torneo dirigido por el también argentino Nery Pumpido, finalizan líderes con 38 puntos. Era un equipo muy bien armado donde en la delantera estaban Silvera y el brasileño Kleber Boas, y como creativo el argentino Walter Gaitán junto con el brasileño Irenio Soares.
Llegan a la final contra el Pachuca, rival que ya le había ganado la final en el Volcán a los Tigres en el 2001. En el partido de ida terminaron 3-1 y en el de vuelta, con un equipo de Tigres mermado y con solo 8 jugadores, ganaron 1-0 con gol de Silvera.
Para el primer semestre del 2004 alcanzó su máximo nivel marcando 16 goles, quedando goleador del torneo junto con otro argentino (Bruno Marioni, otro ex Independiente) que consiguió igual cantidad. El segundo semestre del 2004 no fue el que todos hubieran pensado, ya que algunas lesiones en la rodilla lo acechaban, y a causa de esto sólo pudo jugar 18 partidos para marcar 6 goles. Así terminaría el año 2004 jugando también la Copa Libertadores.
El 2005 las lesiones todavía rondaban al "Cuqui" aunque parecía que ya volvería a ser el mismo goleador y el primer semestre jugó 13 partidos marcando 5 goles. En el Segundo semestre jugo 15 partidos y marcó 7 goles. Como dato el último partido que jugó ese año fue en un clásico regional en semifinales donde los Tigres perdieron 2-1. En ese año también jugó la Copa Libertadores.
El 2006 ya sería su último torneo con los Tigres, y el más desastroso de Silvera jugando sólo 8 partidos, no consiguiendo marcar goles. Terminando ese torneo llegaría el recién campeón José Luis Trejo y este dijo que el Cuqui no entraba en sus planes, así que lo dejó transferible en el Draft. Firma para Morelia y ya después de hacerle estudios se cancela la transferencia por una supuesta lesión en la rodilla que le impediría jugar la mitad del Torneo.

### Vuelta a la Argentina
Semanas después llega a San Lorenzo de Almagro y lo pide a préstamo. Allá se encendió y se veía otro Silvera. Terminando el préstamo el club argentino hizo válida la compra y se lo llevó por la cantidad de 1.200.000.
El 20 de diciembre de 2008, en uno de los partidos desempate para definir al campeón del Torneo Apertura 2008 de Argentina, San Lorenzo de Almagro se enfrentó con Boca Juniors en el estadio de Racing, el Juan Domingo Perón. En el minuto 19 del primer tiempo, tras un largo pelotazo de su compañero de equipo Adrián González, al buscar la pelota en el aire, chocó contra la cabeza de Juan Forlín, defensor de Boca. Ambos fueron rápidamente socorridos, ya que habían quedado desvanecidos. Sin embargo, la peor suerte se la llevó su rival quién, además, tuvo convulsiones. Silvera fue trasladado rápidamente al Hospital Fiorito, donde recuperó el conocimiento. Luego fue llevado al Sanatorio Mitre, donde quedó internado con observación. El médico de su club indicó que el futbolista sufrió "traumatismo de cráneo con pérdida de conocimiento". Al final, tanto él como Juan Forlín, quien fue llevado a la Clínica Suizo Argentina y sufrió una luxación en el hombro derecho, se recuperaron rápidamente.
De cara al Apertura 2009, el delantero de fue transferido a Independiente por la cifra de 650 mil dólares; así San Lorenzo pudo pagar su deuda con el jugador. Silvera tenía muchas ofertas en el fútbol argentino pero prefirió Independiente porque allí hizo gloria y fue donde vivió los momentos más felices de su carrera con el "Tolo" Gallego como director técnico. En su regreso, marca el primer gol de la historia en el nuevo estadio de Independiente. En 2011 Tras problemas con dirigencia de Julio Comparada debido una deuda millonaria en dólares por sueldos atrasados, Silvera deja el Rojo y se va a Belgrano.
En Belgrano, inicia una demanda a su ex club por el monto de $1.903.208,90 que fue elevado a la justicia el 10 de abril de 2012, durante los primeros meses de la presidencia de Javier Cantero.
En agosto de 2012 baja de categoría para jugar en la Primera B Nacional contratado por Banfield. Terminada la temporada 2012/13 de la Primera B Nacional, tras convertir solamente 3 goles en 30 partidos jugados en Banfield, el jugador rescinde su contrato y se retira del fútbol profesional.
Aun en 2015 continua el proceso de embargo a Independiente, Con la ampliación se agregaron $951.604 en concepto de intereses y costos de la ejecución. De esta manera, Independiente debe hacerle frente a una deuda de $2.854.812,90.
En 2017 Andrés Silvera llega a un acuerdo con Independiente en la forma de pago. Aún en 2022 no hay información si el jugador llegó cobrar la totalidad de la deuda.

## Clubes

### Como jugador
| Club                         | País      | Año       | PJ  | G   | Prom |
| ---------------------------- | --------- | --------- | --- | --- | ---- |
| C.A.I. de Comodoro Rivadavia | Argentina | 1993-1997 | 39  | 19  | 0.48 |
| Huracán                      | Argentina | 1997-1999 | 29  | 6   | 0.20 |
| Unión de Santa Fe            | Argentina | 1999-2001 | 67  | 21  | 0.31 |
| Independiente                | Argentina | 2001-2003 | 58  | 22  | 0.37 |
| Tigres                       | México    | 2003-2006 | 74  | 48  | 0.64 |
| San Lorenzo de Almagro       | Argentina | 2006-2009 | 90  | 37  | 0.41 |
| Independiente                | Argentina | 2009-2011 | 77  | 22  | 0.27 |
| Belgrano de Córdoba          | Argentina | 2011-2012 | 20  | 2   | 0.10 |
| Banfield                     | Argentina | 2012-2013 | 30  | 3   | 0.10 |
| Total                        | Total     | Total     | 481 | 180 | 0.37 |

### Como asistente técnico
| Club                  | País           | Año       |
| --------------------- | -------------- | --------- |
| Selección de Paraguay | Paraguay       | 2014-2016 |
| Al-Hilal              | Arabia Saudita | 2017-2018 |

### Como entrenador
| Club                         | País      | Año    |
| ---------------------------- | --------- | ------ |
| C.A.I. de Comodoro Rivadavia | Argentina | 2018-? |

## Estadísticas
Datos actualizados al fin de la carrera deportiva.
| Huracán Argentina |               |               |     |     |   |    |    |     |      |      |      |
| 1.ª |               |               |     |     |   |    |    |     |      |      |      |
| A-1998 | 16            | 5             | -   | -   | - | -  | 16 | 5   | 0,31 |      |      |
| C-1999 | 12            | 1             | -   | -   | - | -  | 12 | 1   | 0,08 |      |      |
| Total club | Total club    | 30            | 6   | 0   | 0 | 0  | 0  | 30  | 6    | 0,20 |      |
| Unión Argentina |               |               |     |     |   |    |    |     |      |      |      |
| 1.ª |               |               |     |     |   |    |    |     |      |      |      |
| A-1999 | 18            | 4             | -   | -   | - | -  | 18 | 4   | 0,22 |      |      |
| C-2000 | 16            | 5             | -   | -   | - | -  | 16 | 5   | 0,25 |      |      |
| A-2000 | 15            | 4             | -   | -   | - | -  | 15 | 4   | 0,26 |      |      |
| C-2001 | 17            | 8             | -   | -   | - | -  | 17 | 8   | 0,47 |      |      |
| Total club | Total club    | 66            | 21  | 0   | 0 | 0  | 0  | 66  | 21   | 0,31 |      |
| Independiente Argentina |               |               |     |     |   |    |    |     |      |      |      |
| 1.ª |               |               |     |     |   |    |    |     |      |      |      |
| A-2001 | 10            | 2             | -   | -   | - | -  | 23 | 9   | 0,39 |      |      |
| C-2002 | 10            | 2             | -   | -   | - | -  | 10 | 2   | 0,20 |      |      |
| A-2002 | 19            | 16            | -   | -   | - | -  | 19 | 16  | 0,84 |      |      |
| C-2003 | 15            | 2             | -   | -   | - | -  | 15 | 2   | 0,13 |      |      |
| A-2009 | 17            | 4             | -   | -   | - | -  | 17 | 4   | 0,23 |      |      |
| C-2010 | 18            | 7             | -   | -   | - | -  | 18 | 7   | 0,39 |      |      |
| A-2010 | 15            | 3             | -   | -   | 9 | 3  | 24 | 6   | 0,25 |      |      |
| C-2011 | 15            | 4             | -   | -   | 6 | 1  | 21 | 5   | 0,23 |      |      |
| Total club | Total club    | 119           | 40  | 0   | 0 | 15 | 4  | 134 | 44   | 0,32 |      |
| Tigres · México |               |               |     |     |   |    |    |     |      |      |      |
| 1.ª | A-2003        | 23            | 11  | -   | - | -  | -  | 23  | 11   | 0,47 |      |
| 1.ª | C-2004        | 18            | 16  | -   | - | -  | -  | 18  | 16   | 0,89 |      |
| 1.ª | A-2004        | 10            | 6   | -   | - | -  | -  | 10  | 6    | 0,60 |      |
| 1.ª | C-2005        | 13            | 5   | -   | - | 7  | 4  | 20  | 9    | 0,45 |      |
| 1.ª | A-2005        | 16            | 7   | -   | - | -  | -  | 16  | 7    | 0,43 |      |
| 1.ª | C-2006        | 8             | 2   | -   | - | 1  | 0  | 9   | 2    | 0,22 |      |
| Total club | Total club    | 88            | 47  | 0   | 0 | 8  | 4  | 96  | 51   | 0,53 |      |
| San Lorenzo Argentina |               |               |     |     |   |    |    |     |      |      |      |
| 1.ª | A-2006        | 12            | 8   | -   | - | 4  | 2  | 16  | 10   | 0,62 |      |
| 1.ª | C-2007        | 14            | 7   | -   | - | -  | -  | 14  | 7    | 0,50 |      |
| 1.ª | A-2007        | 14            | 9   | -   | - | 2  | 1  | 16  | 10   | 0,62 |      |
| 1.ª | C-2008        | 12            | 3   | -   | - | 8  | 3  | 20  | 6    | 0,30 |      |
| 1.ª | A-2008        | 18            | 6   | -   | - | 2  | 0  | 20  | 6    | 0,30 |      |
| 1.ª | C-2009        | 12            | 4   | -   | - | 4  | 2  | 16  | 6    | 0,37 |      |
| Total club | Total club    | 82            | 37  | 0   | 0 | 20 | 8  | 102 | 45   | 0,44 |      |
| Belgrano Argentina |               |               |     |     |   |    |    |     |      |      |      |
| 1.ª | A-2011        | 9             | 0   | -   | - | -  | -  | 9   | 0    | 0,00 |      |
| 1.ª | C-2012        | 14            | 2   | -   | - | -  | -  | 14  | 2    | 0,14 |      |
| Total club | Total club    | 23            | 2   | 0   | 0 | 0  | 0  | 23  | 2    | 0,08 |      |
| Banfield Argentina |               |               |     |     |   |    |    |     |      |      |      |
| 2.ª | 2012-13       | 23            | 9   | 1   | 0 | -  | -  | 24  | 9    | 0,37 |      |
| Total club | Total club    | 23            | 9   | 1   | 0 | 0  | 0  | 24  | 9    | 0,37 |      |
| Total carrera | Total carrera | Total carrera | 407 | 162 | 1 | 0  | 43 | 16  | 451  | 178  | 0,39 |
| (1) Incluye datos de la Copa Argentina (2012-13). (2) Incluye datos de la Copa Libertadores (2005, 2006, 2008, 2009, 2011); Copa Sudamericana (2006, 2007, 2008, 2010). (3) No incluye goles en partidos amistosos. |               |               |     |     |   |    |    |     |      |      |      |

### Hat-tricks
| 1 | 6 de septiembre de 2002  | Estadio de la Doble Visera      | Colón - C. A. Independiente             |  | 7 - 1 | Apertura 2002 |
| 2 | 13 de septiembre de 2002 | Estadio José Amalfitani         | Chacarita Juniors - C. A. Independiente |  | 2 - 6 | Apertura 2002 |
| 3 | 4 de febrero de 2010     | Estadio Libertadores de América | Atlético Tucumán - C. A. Independiente  |  | 3 - 1 | Clausura 2010 |

## Palmarés

### Campeonatos nacionales
| Título           | Club                   | País      | Año    |
| ---------------- | ---------------------- | --------- | ------ |
| Primera División | Independiente          | Argentina | A-2002 |
| Primera División | San Lorenzo de Almagro | Argentina | C-2007 |

### Copas internacionales
| Título            | Club          | País      | Año  |
| ----------------- | ------------- | --------- | ---- |
| InterLiga         | Tigres        | México    | 2005 |
| InterLiga         | Tigres        | México    | 2006 |
| Copa Sudamericana | Independiente | Argentina | 2010 |

### Distinciones individuales
| Distinción                                       | Año    |
| ------------------------------------------------ | ------ |
| Máximo goleador de la Primera División           | A-2002 |
| Máximo goleador de la Primera División de México | C-2004 |